# (73845) 1996 RF3
(73845) 1996 RF3 – planetoida z pasa głównego asteroid okrążająca Słońce w ciągu 5,52 lat w średniej odległości 3,12 j.a. Odkryta 6 września 1996 roku.